# 152 (číslo)
Sto padesát dva je přirozené číslo. Následuje po číslu sto padesát jedna a předchází číslu sto padesát tři. Řadová číslovka je stopadesátý druhý nebo stodvaa padesátý. Římskými číslicemi se zapisuje CLII.

## Matematika
Sto padesát dva je
- deficientní číslo
- nešťastné číslo
- nepříznivé číslo
- součet čtyř po sobě jdoucích prvočísel (31 + 37 + 41 + 43).

## Chemie
- 152 je neutronové číslo druhého nejstabilnějšího izotopu curia a nukleonové číslo třetího nejméně běžného  přírodního izotopu gadolinia.[1]

## Doprava
- Silnice II/152 je česká silnice II. třídy na trase Albeř – Staré Město pod Landštejnem – Slavonice – Jemnice – Moravské Budějovice – Jaroměřice nad Rokytnou – Hrotovice – Dukovany – Ivančice – Ořechov – Modřice[2]

## Roky
- 152
- 152 př. n. l.